# NBA Street Homecourt

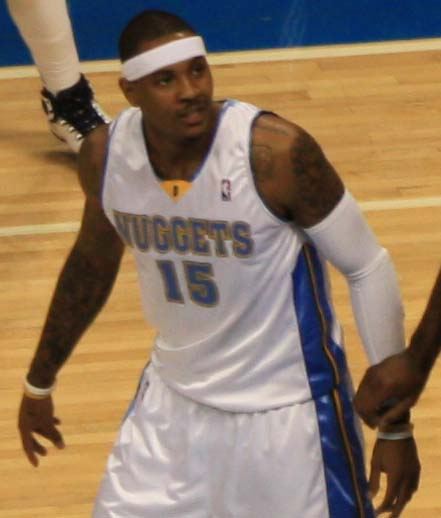
Carmelo Anthony és el jugador de la coberta, a la imatge, jugant per a Denver Nuggets contra Dallas Mavericks.

NBA Street Homecourt és el quart títol de la saga NBA Street. Va ser llançat per l'Xbox 360 el 19 de febrer del 2007 i per PlayStation 3 el 6 de març del 2007.
En Carmelo Anthony dels Denver Nuggets és el jugador de la coberta.
Es va llançar un demo el 2 de febrer del 2007 per la Xbox Live Marketplace. NBA Street Homecourt és el primer videojoc de l'Xbox 360 preparat per a una resolució de 1080p. El videojoc tracta de fer triples i esmaixades al carrer amb superestrelles de l'NBA.

## Banda sonora
- 456 Productions - "Acoustic Banger"
- Aceyalone - "Find Out"
- Aceyalone & RJD2 - "All For U"
- Chris Joss - "I'm So Electric"
- Connie Price - "Western Champion"
- Diverse - "Certified"
- The Fort Knox Five - "The Brazilian Hipster"
- Good Brothers - "Rock With Us"
- Haiku D'Etat - "Built To Resist"
- Herbaliser - "Gadget Funk"
- Herbie Hancock - "Rockit"
- Jackson 5 - "I Want You Back (Z-Trip Remix)"
- Kabanjak Meets Protasov - "To The Bone"
- Kemo - "B-Boy Syphe pt. III"
- Kemo - "J-Bizzel"
- Kemo - "Reason2BFunkay"
- Kemo - "Sugar Hill Swing"
- Kemo - "EA Sports 80's Jam"
- Kemo - "FunkedIf-I-Know"
- Kwame - "Hold That Vers2"
- Kwame - "Risk"
- Kwame - "This is How"
- Mayday - "Watchin' Me"
- RJD2 - "NBA Street pt. 3"
- RJD2 - "NBA Street pt. 2"
- RJD2 - "NBA Street pt. 1"
- RJD2 - "Act - 2"
- RJD2 - "Solomon Jones"
- Pharoahe Monch - "Push"